# Edmond (Oklahoma)
Edmond és la sisena ciutat més poblada d'Oklahoma, als Estats Units d'Amèrica. Segons el cens del 2000 tenia 68.315 habitants.

## Demografia
Segons el cens del 2000, Edmond tenia 68.315 habitants, 25.256 habitatges, i 18.588 famílies. La densitat de població era de 309,8 habitants per km².
Dels 25.256 habitatges en un 39,3% hi vivien nens de menys de 18 anys, en un 61,9% hi vivien parelles casades, en un 9,1% dones solteres, i en un 26,4% no eren unitats familiars. En el 20,6% dels habitatges hi vivien persones soles el 6,1% de les quals corresponia a persones de 65 anys o més que vivien soles. El nombre mitjà de persones vivint en cada habitatge era de 2,63 i el nombre mitjà de persones que vivien en cada família era de 3,08.
Per edats la població es repartia de la següent manera: un 27,5% tenia menys de 18 anys, un 11,3% entre 18 i 24, un 29,6% entre 25 i 44, un 22,8% de 45 a 60 i un 8,8% 65 anys o més.
L'edat mediana era de 34 anys. Per cada 100 dones de 18 o més anys hi havia 89,5 homes.
La renda mediana per habitatge era de 54.556 $ i la renda mediana per família de 65.230 $. Els homes tenien una renda mediana de 46.833 $ mentre que les dones 28.231 $. La renda per capita de la població era de 26.517 $. Entorn del 4,4% de les famílies i el 7,2% de la població estaven per davall del llindar de pobresa.

## Poblacions més properes
El següent diagrama mostra les poblacions més properes.